# Azione diretta (diritto)
L'azione diretta è l'azione  che spetta al portatore del titolo di credito nei confronti dell'emittente il titolo.E si prescrive in 3 anni.

## Tipi di azione
Nel caso in cui un titolo di credito non venga pagato al momento della restituzione, il portatore ha a disposizione due tipi di azioni in giudizio: 
- l'azione diretta, che si rivolge direttamente all'emittente del titolo (nel caso di pagherò cambiario), ovvero al trattario (nel caso di cambiale tratta) o ai rispettivi avallanti;

- l'azione di regresso, che si rivolge al traente (nella cambiale tratta), ai giratari del titolo o ai loro avallanti.

Poiché l'azione diretta non pregiudica i diritti dei giratari, in quanto è rivolta al primo debitore, per il suo esercizio non è necessario che venga levato il protesto.
Quanto detto trova piena applicazione con riferimento alla cambiale.
Nel caso di assegno bancario, per contro, l'unica azione disponibile è quella in via di regresso.